# Các hang Škocjan

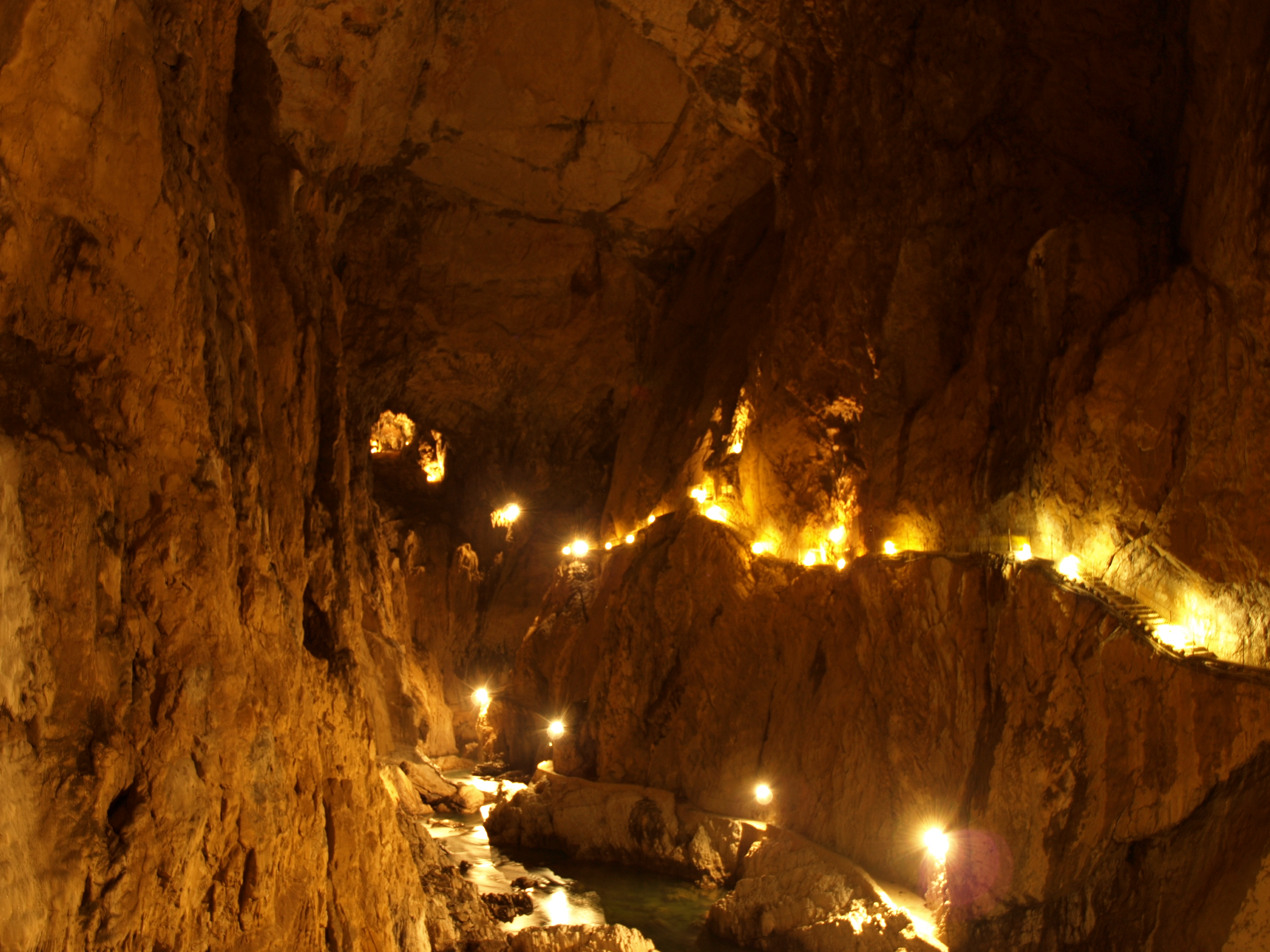
Một trong các hang.

Các hang Škocjan (phát âm [ˈʃkɔːtsjan]; tiếng Slovene: Škocjanske jame) là một hệ thống hang động đá vôi trong vùng Kras, tây nam Slovenia. Do ý nghĩa đặc biệt của nó, các hang Škocjan đã được UNESCO công nhận là Di sản thế giới vào năm 1986. Giới khoa học quốc tế đã thừa nhận tầm quan trọng của nó như một trong những kho báu tự nhiên của Trái đất. Được xếp hạng trong số các hang động quan trọng nhất trên thế giới, Škocjan đại diện cho các hiện tượng ngầm quan trọng nhất cả trên cả cao nguyên Kras và ở Slovenia. Sau khi độc lập khỏi Nam Tư vào năm 1991, Slovenia cam kết bảo vệ khu vực Škocjan với việc thành lập Công viên vùng Các hang Škocjan.

## Địa lý
Hệ thống các hang này dài 6.200 m với chiều sâu tối đa 223 m.
Sông Reka chảy qua các khu vực đá vôi trong vùng, khuất trong các khối đá, sau đó chảy ngầm trong lòng đất 34 km, rồi trồi lên mặt đất hướng về phía biển Adriatic, tạo thành nguồn của sông Timava. Lưu lượng của sông này thay đổi tùy theo mùa, từ 0,03 m³ tới 380 m³.
Hệ thống này gồm 11 hang, trong đó có các măng đá và thạch nhũ nhiều màu khác nhau, các thể kết hạch dạng màn hoặc vùng trũng. Măng đá lớn nhất có chiều cao 15 m. Các hang này cũng có các hố hình phễu sụp xuống, các vực, các cầu thiên nhiên dài khoảng 5 km dưới lòng đất, và nhiều hang sâu trên 200 mét.
Nhiệt độ trung bình trong các hang là khoảng 12 °C.

## Lịch sử

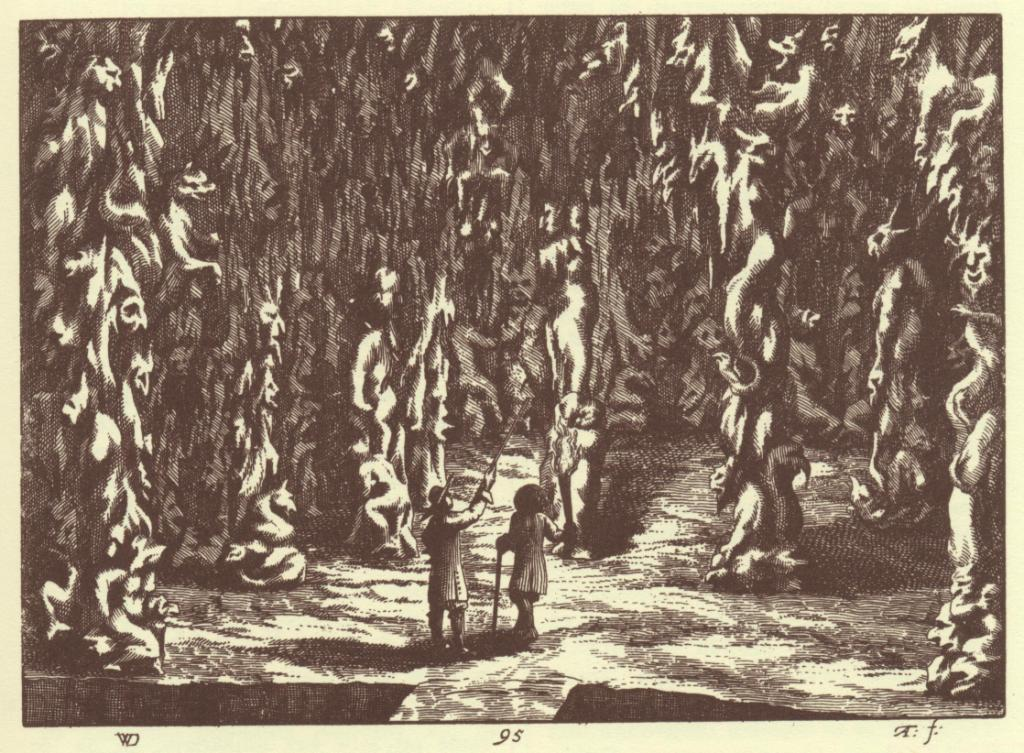
Bản vẽ của Janez Vajkard Valvasor năm 1689.

Về mặt địa chất, các hang này đã tồn tại từ nhiều triệu năm. Con người đã cư ngụ tại các hang này từ khoảng năm 3000 tới năm 1700 trước Công nguyên. Người ta đã tìm thấy 10 bộ xương người cùng với các đồ vật chôn cất (xương động vật, đồ sành) trong hang Tominčeva.
Các bản viết đầu tiên liên quan tới các hang này, xuất hiện từ khoảng năm 400 trước Công nguyên. Triết gia người Hy Lạp Posidonios đã viết (khoảng năm 135 tới 50 trước Công nguyên):« Sông Timava chảy qua các núi, rơi xuống các vực thẳm, vv... ».
Nhiều phát hiện khác nhau về các hang này diễn ra trong thế kỷ 19. Việc khám phá có hệ thống các hang này chỉ bắt đầu từ năm 1890 bằng việc phát hiện «Hồ chết». Năm 1904, phát hiện mới nhất là một loạt hang dài gọi là «Các hang yên lặng». Tuy nhiên năm 1991, các nhà nghiên cứu hang động Slovenia đã khám phá ra một lối đi mới, dẫn tới «hồ con rắn» xuyên qua khu hồ Marchesetti hiện nay.
Các du khách tới tham quan khu hang này bắt đầu từ năm 1819, với việc xây dựng các bậc thang dẫn xuống các hang. Dịp này người ta đã phát hành một sách lôi kéo sự chú ý của các du khách . Năm 1959, người ta đã đưa điện vào khu vực này.

## Hệ động vật
Trong các hang có các loài dơi Miniopterus schreibersii và Myotis capaccinii. Trong các chỗ khuất ánh sáng, có loài manh giông (Proteus anguinus) và các sâu bọ cánh cứng khác. Ngoài ra cũng có loài tôm sông chân đỏ (Astacus astacus) và loài bướm Scoliopteryx libatrix. Tổng cộng, có trên 200 loài động vật sống trong các hang.

## Du lịch

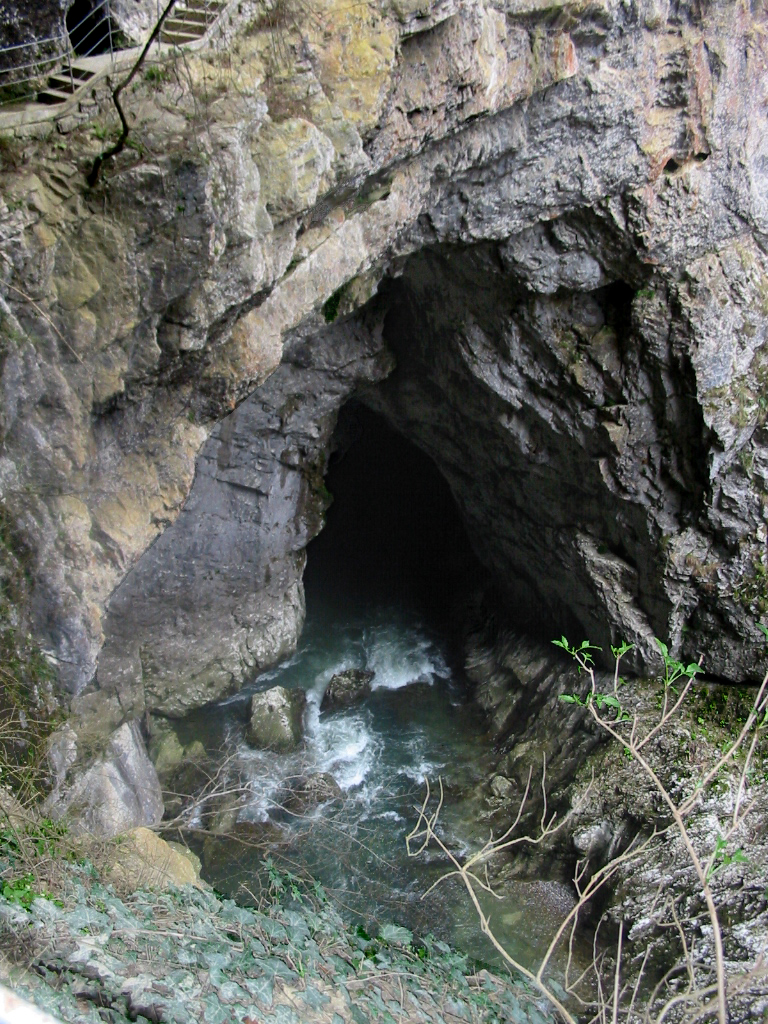
Sộng Reka chui vào các hang.

Rất khó để xác định thời điểm du lịch ở Škocjan được bắt đầu. Theo một số nguồn tin, vào năm 1819, ủy viên hội đồng Matej Tominc đã cho xây dựng các bậc thang xuống đáy của hang Velika Dolina. Theo các nguồn tin khác, các bậc thang này chỉ được cải tạo. Một cuốn sách dành cho du khách được giới thiệu vào ngày 1 tháng 1 năm 1819. Ngày này được coi là ngày khởi đầu của du lịch hiện đại ở Škocjan.
Trong những năm gần đây, các hang Škocjan đã có khoảng 100.000 du khách ghé thăm mỗi năm. Các du khách có thể đi xuyên qua các hang dài chừng 3 km trong vòng 1 giờ 30 phút. Các du khách cũng có thể xuống tới độ sâu 144 m dưới lòng đất.